# Tha Carter II
Tha Carter II is het vijfde studioalbum van de Amerikaanse rapper Lil Wayne. Het verscheen op 6 december 2005.
Op het album verschijnen onder andere Birdman, Currency, Nicki, Kurrupt en Robin Thicke. Tot 16 april 2008 werd het album 1.322.281 keer verkocht, wat Tha Carter II platinum maakte. Op de cd staan onder andere producties van producers Cool & Dre, Doe Boys, Heatmakerz, The Runners, Deezle, Robin Thicke en Jermaine Dupri.
De eerste single van het album is Fireman, die #32 bereikte op de Billboard Hot 100. Hustler Musik was de tweede single, die positie #87 behaalde. Shooter is officieel gezien de derde en laatste single van het album. Samen met Robin Thicke haalde dit nummer echter maar de teleurstellende #97 plaats op de Billboard Hot R&B/Hip-Hop Songs. Het behaalde geen plaats in de Billboard Hot 100.

## Albumoverzicht
| #  | Titel             | Lengte | Producer(s)                 | Guest Performer(s)   |
| -- | ----------------- | ------ | --------------------------- | -------------------- |
| 1  | Fly In            | 3:08   | T-Mix and Batman            |                      |
| 2  | Tha Mobb          | 6:45   | The Heatmakerz              |                      |
| 3  | Money On My Mind  | 4:55   | The Runnerz, DJ Nasty & LVM |                      |
| 4  | Best Rapper Alive | 4:23   | Big D                       |                      |
| 5  | Fireman           | 5:09   | Doe Boyz                    |                      |
| 6  | Oh No             | 3:38   | Yonny                       |                      |
| 7  | Shooter           | 5:02   | Robin Thicke                | Robin Thicke         |
| 8  | Mo Fire           | 3:50   | Yonny                       |                      |
| 9  | Weezy Baby        | 1:25   | Deezle                      | Nikki & Lil' Qwenley |
| 10 | Lock and Load     | 4:53   | T-Mix and Batman            | Kurupt               |
| 11 | Hustler Musik     | 4:52   | T-Mix and Batman            |                      |
| 12 | Receipt           | 4:04   | The Heatmakerz              |                      |
| 13 | Grown Man         | 4:39   | T-Mix and Batman            | Currency             |
| 14 | Hit Em Up         | 3:37   | Doe Boyz                    |                      |
| 15 | Carter II         | 2:47   | T-Mix and Batman            | feat Lil' Qwenley    |
| 16 | I'm A DBoy        | 3:49   | T-Mix and Batman            | Birdman              |
| 17 | Feel Me           | 4:38   | Doe Boyz                    |                      |
| 18 | Get Over          | 5:29   | Cool and Dre                | Nikki                |
| 19 | Fly Out           | 2:11   | T-Mix and Batman            |                      |